# Francesco Prosperi
Francesco Prosperi (Roma, 2 de septiembre de 1926-Íb.,17 de octubre de 2004) fue un cineasta y guionista italiano, activo entre las décadas de 1960 y 1980.

## Biografía
Nacido en Roma, Prosperi inició su carrera como asistente de dirección de Mario Bava, además de escribir varios guiones con él. En 1966 hizo su debut como director en el filme de suspenso Tecnica di un omicidio, y con el paso de los años cimentó su reputación como cineasta especializado en películas de crimen y acción. Ocasionalmente dirigió comedias (con Lando Buzzanca o Alighiero Noschese) y en el final de su carrera realizó filmes de aventuras de bajo presupuesto.

## Filmografía destacada
- Tecnica di un omicidio (1966)
- Hired Killer (1966)
- Qualcuno ha tradito (1967)
- Ripped Off (1971)
- The Funny Face of the Godfather (1973)
- Unbelievable Adventures of Italians in Russia (1974)
- Meet Him and Die (1976)
- The Last House on the Beach (1978)
- Deadly Chase (1978)
- Gunan, King of the Barbarians (1982)
- The Throne of Fire (1983)